# Сент-Лоренс (Ньюфаундленд і Лабрадор)
Сент-Лоренс (англ. St. Lawrence) — містечко в Канаді, у провінції Ньюфаундленд і Лабрадор.

## Населення
За даними перепису 2016 року, містечко нараховувало 1192 особи, показавши скорочення на 4,2%, порівняно з 2011-м роком. Середня густина населення становила 33,6 осіб/км².
З офіційних мов обидвома одночасно володіли 15 жителів, тільки англійською — 1 140. Усього 5 осіб вважали рідною мовою не одну з офіційних.
Працездатне населення становило 54,2% усього населення, рівень безробіття — 20,2% (27,6% серед чоловіків та 12,8% серед жінок). 93,3% осіб були найманими працівниками, а 4,8% — самозайнятими.
Середній дохід на особу становив $37 844 (медіана $26 240), при цьому для чоловіків — $50 280, а для жінок $25 821 (медіани — $32 320 та $22 357 відповідно).
25,5% мешканців мали закінчену шкільну освіту, не мали закінченої шкільної освіти — 19,8%, 54,7% мали післяшкільну освіту, з яких 16,2% мали диплом бакалавра, або вищий.
| Статево-вікова структура населення | Статево-вікова структура населення | Статево-вікова структура населення | Статево-вікова структура населення | Статево-вікова структура населення |
| ---------------------------------- | ---------------------------------- | ---------------------------------- | ---------------------------------- | ---------------------------------- |
|                                    |                                    |                                    |                                    |                                    |
| Всього                             | Всього                             | 49,4%50,6%                         |                                    |                                    |
| 0 — 14 років                       | 0 — 14 років                       |                                    | 13%                                | 13%                                |
| 15 — 64 років                      | 15 — 64 років                      |                                    | 64,3%                              | 64,3%                              |
| 65 і більше                        | 65 і більше                        |                                    | 22,7%                              | 22,7%                              |
| 85 і більше                        | 85 і більше                        |                                    | 2,1%                               | 2,1%                               |
| Середній вік (років)               | Середній вік (років)               | 44,348,4                           | 46,4                               | 46,4                               |
| Медіана (років)                    | Медіана (років)                    | 49,251,6                           | 50,7                               | 50,7                               |
| — чоловіки — жінки                 |                                    |                                    |                                    |                                    |

| Походження мешканців:     | Походження мешканців:     | Походження мешканців: | Походження мешканців: | Походження мешканців: |
| ------------------------- | ------------------------- | --------------------- | --------------------- | --------------------- |
| Походження                |                           |                       | осіб                  | %                     |
| Корінні американці        | Корінні американці        |                       | 20                    | 1.75%                 |
| Інше північноамериканське | Інше північноамериканське |                       | 730                   | 64.04%                |
| Європейське               | Європейське               |                       | 510                   | 44.74%                |
| британське                | британське                |                       | 450                   | 39.47%                |
| французьке                | французьке                |                       | 155                   | 13.6%                 |
| Карибське                 | Карибське                 |                       | 15                    | 1.32%                 |
| Азійське                  | Азійське                  |                       | 10                    | 0.88%                 |

| Зайнятість населення за галузями (за класифікацією NOC): | Зайнятість населення за галузями (за класифікацією NOC): | Зайнятість населення за галузями (за класифікацією NOC): | Зайнятість населення за галузями (за класифікацією NOC): | Зайнятість населення за галузями (за класифікацією NOC): |
| -------------------------------------------------------- | -------------------------------------------------------- | -------------------------------------------------------- | -------------------------------------------------------- | -------------------------------------------------------- |
|                                                          |                                                          |                                                          |                                                          |                                                          |
| Управління                                               | Управління                                               |                                                          | 3,9%                                                     | 3,9%                                                     |
| Бізнес, фінанси та адміністрування                       | Бізнес, фінанси та адміністрування                       |                                                          | 8,8%                                                     | 8,8%                                                     |
| Охорона здоров'я                                         | Охорона здоров'я                                         |                                                          | 8,8%                                                     | 8,8%                                                     |
| Освіта, правозахист, муніципальні та урядові служби      | Освіта, правозахист, муніципальні та урядові служби      |                                                          | 13,7%                                                    | 13,7%                                                    |
| Мистецтво, культура, відпочинок та спорт                 | Мистецтво, культура, відпочинок та спорт                 |                                                          | 2%                                                       | 2%                                                       |
| Роздрібна торгівля та послуги                            | Роздрібна торгівля та послуги                            |                                                          | 19,6%                                                    | 19,6%                                                    |
| Гуртова торгівля, транспорт та обладнання                | Гуртова торгівля, транспорт та обладнання                |                                                          | 28,4%                                                    | 28,4%                                                    |
| Природні ресурси, сільське господарство                  | Природні ресурси, сільське господарство                  |                                                          | 9,8%                                                     | 9,8%                                                     |
| Виробництво                                              | Виробництво                                              |                                                          | 6,9%                                                     | 6,9%                                                     |

## Клімат
Середня річна температура становить 5,4°C, середня максимальна – 18,8°C, а середня мінімальна – -9,2°C. Середня річна кількість опадів – 1 539 мм.
| Клімат поселення                              | Клімат поселення | Клімат поселення | Клімат поселення | Клімат поселення | Клімат поселення | Клімат поселення | Клімат поселення | Клімат поселення | Клімат поселення | Клімат поселення | Клімат поселення | Клімат поселення | Клімат поселення |
| Показник                                      | Січ.             | Лют.             | Бер.             | Квіт.            | Трав.            | Черв.            | Лип.             | Серп.            | Вер.             | Жовт.            | Лист.            | Груд.            |                  |
| Середній максимум, °C                         | 1,00             | 0,37             | 2,88             | 7,20             | 11,84            | 16,17            | 17,88            | 18,77            | 15,98            | 11,15            | 6,71             | 2,35             |                  |
| Середня температура, °C                       | −3,8             | −4,42            | −1,92            | 2,39             | 7,05             | 11,38            | 14,65            | 15,56            | 12,78            | 7,93             | 3,50             | −0,86            |                  |
| Середній мінімум, °C                          | −8,59            | −9,22            | −6,71            | −2,38            | 2,25             | 6,57             | 11,43            | 12,34            | 9,56             | 4,72             | 0,28             | −4,08            |                  |
| Норма опадів, мм                              | 134              | 128              | 122              | 120              | 117              | 129              | 104              | 109              | 149              | 148              | 146              | 133              |                  |
| Середньомісячна швидкість вітру, м/с          | 8.97             | 8.27             | 7.67             | 6.67             | 5.63             | 5.06             | 4.80             | 5.04             | 5.83             | 6.84             | 7.84             | 8.57             |                  |
| Середньомісячна сонячна радіація, кДж/м²·день | 3855             | 6678             | 10845            | 14186            | 17663            | 19238            | 18661            | 16116            | 12363            | 7590             | 4325             | 3143             |                  |
| --------------------------------------------- | ---------------- | ---------------- | ---------------- | ---------------- | ---------------- | ---------------- | ---------------- | ---------------- | ---------------- | ---------------- | ---------------- | ---------------- | ---------------- |
| Джерело:                                      |                  |                  |                  |                  |                  |                  |                  |                  |                  |                  |                  |                  |                  |